# Comité de Ciudadanos por la Integración Racial
El Comité de Ciudadanos por la Integración Racial (CIR) nace en La Habana (Cuba) el 2 de septiembre de 2008 con la voluntad de erradicar los estereotipos raciales y sociales, cogniciones falsas y dañinas que dificultan la igualdad que se supone debería existir en el mundo.
El CIR es una organizaron civil sin ánimo de lucro que agrupa a todos aquellos cubanos y a cualquier ciudadano del mundo que en su propia idiosincrasia haga propio el deseo de promover la más plena integración racial de todos aquellos hombres y mujeres que pueblan el mundo, ignorando todo tipo de distinción superficial que pueda existir.

## Objetivos del CIR
Fomentar el debate acerca de cómo llevar a cabo la plena integración en la sociedad cubana de cualquier tipo de persona que actualmente pueda tener alguna dificultad por el mero e insignificante hecho de haber nacido distinto o con menores posibilidades que la mayoría de los demás ciudadanos.
Respaldar a todo aquel que piense o sienta suyos los principios explícitos. El CIR para alcanzar sus objetivos necesita que cada uno de sus miembros se involucre en acciones divulgativas de la multiculturalidad, la tolerancia y la igualdad.
Impulsar acciones e iniciativas dirigidas a la consecución de la posracialidad. Idea que manifiesta el propósito del CIR de que se produzca la total desaparición de los prejuicios que provocan el racismo y la discriminación.